# Aramecina (kommun)
Aramecina är en kommun i Honduras.   Den ligger i departementet Departamento de Valle, i den sydvästra delen av landet, 70 km sydväst om huvudstaden Tegucigalpa. Antalet invånare är 6 035.